# 아지비카교

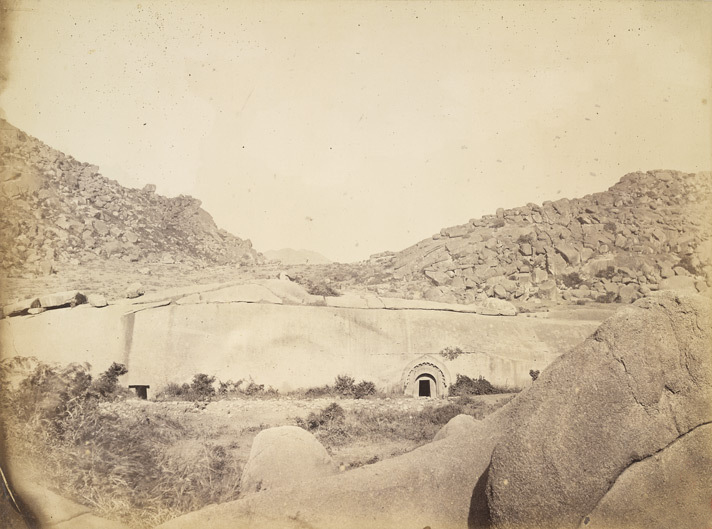

아지비카교(산스크리트어: आजीविक)는 인도 철학의 나스티카 또는 “이단” 학파 중 하나이다. 기원전 5세기 마칼리 고살라에 의해 창시된 것으로 추정되는 이 학파는 슈라마나 운동의 일종으로 브라만교, 불교, 자이나교의 주요 라이벌이었다. 아지비카교도는 독립적인 공동체를 형성한 조직적인 출가자들이었다. 아지비카교의 정확한 정체는 잘 알려져 있지 않으며, 그들이 불교의 한 분파인지 자이나교의 한 분파인지도 불분명하다.
아지비카 학파의 원본 경전이 한때 존재했을 수도 있지만, 현재는 구할 수 없으며 아마도 소실되었을 가능성이 높다. 그들의 사상은 고대 인도 문의 2차 자료에서 아지비카교에 대한 언급에서 발췌한 것이다. 아지비카 운명론자들과 그들의 창시자 고살라에 대한 가장 오래된 묘사는 고대 인도의 불교 경전과 자이나교 경전에서 찾을 수 있다. 학자들은 아지비카교의 철학과 종교적 관습에 경쟁하고 적대적인 집단(불교와 자이나교 등)에 의해 쓰여졌기 때문에 이러한 2차 자료에 아지비카 철학이 공정하고 완벽하게 요약되어 있는지에 대해 의문을 제기한다. 따라서 아지비카교에 대해 이용 가능한 많은 정보가 어느 정도 부정확할 가능성이 있으며, 그들에 대한 평가는 신중하고 비판적으로 고려되어야 한다.
아지비카 학파는 절대 운명론 또는 결정론에 대한 니야티(“운명”) 교리, 자유의지가 없으며, 일어났거나, 일어나고 있거나, 일어날 모든 것이 전적으로 미리 예정되어 있으며 우주 원칙의 함수라는 전제로 유명하다. 생명체의 예정된 운명과 탄생, 죽음, 윤회의 영원한 순환에서 해탈(모크샤)을 이룰 수 없다는 것은 인도 철학 학파의 주요 특징적인 철학적, 형이상학적 교리였다. 아지비카교는 더 나아가 카르마 교리를 오류로 간주했다. 아지비카 형이상학에는 모든 것이 원자로 구성되어 있고, 자질은 원자의 집합체에서 나오지만 이러한 원자의 집합체와 본질은 우주의 법칙과 힘에 의해 미리 결정된다는 원자 이론이 나중에 바이셰시카 학파에서 채택된 원자 이론이 포함되었다. 아지비카는 대부분 무신론자로 간주되었다. 그들은 모든 생명체에는 브라만교와 자이나교의 중심 전제인 아트만이 존재한다고 믿었다.
아지비카 철학은 기원전 4세기경 마우리아 황제 빈두사라가 통치하던 시기에 그 인기가 절정에 달했다. 그 후 이 학파는 쇠퇴했지만 남인도 카르나타카와 타밀나두 지역에서는 서기 14세기까지 거의 2,000년 동안 살아남았다. 아지비카 철학은 카르바카 철학과 함께 고대 인도 사회의 전사, 산업 및 상인 계급에게 가장 큰 호소력을 발휘했다.

## 같이 보기
- 육사외도
- 사문
- 나스티카